# Benito de Hita y Castillo

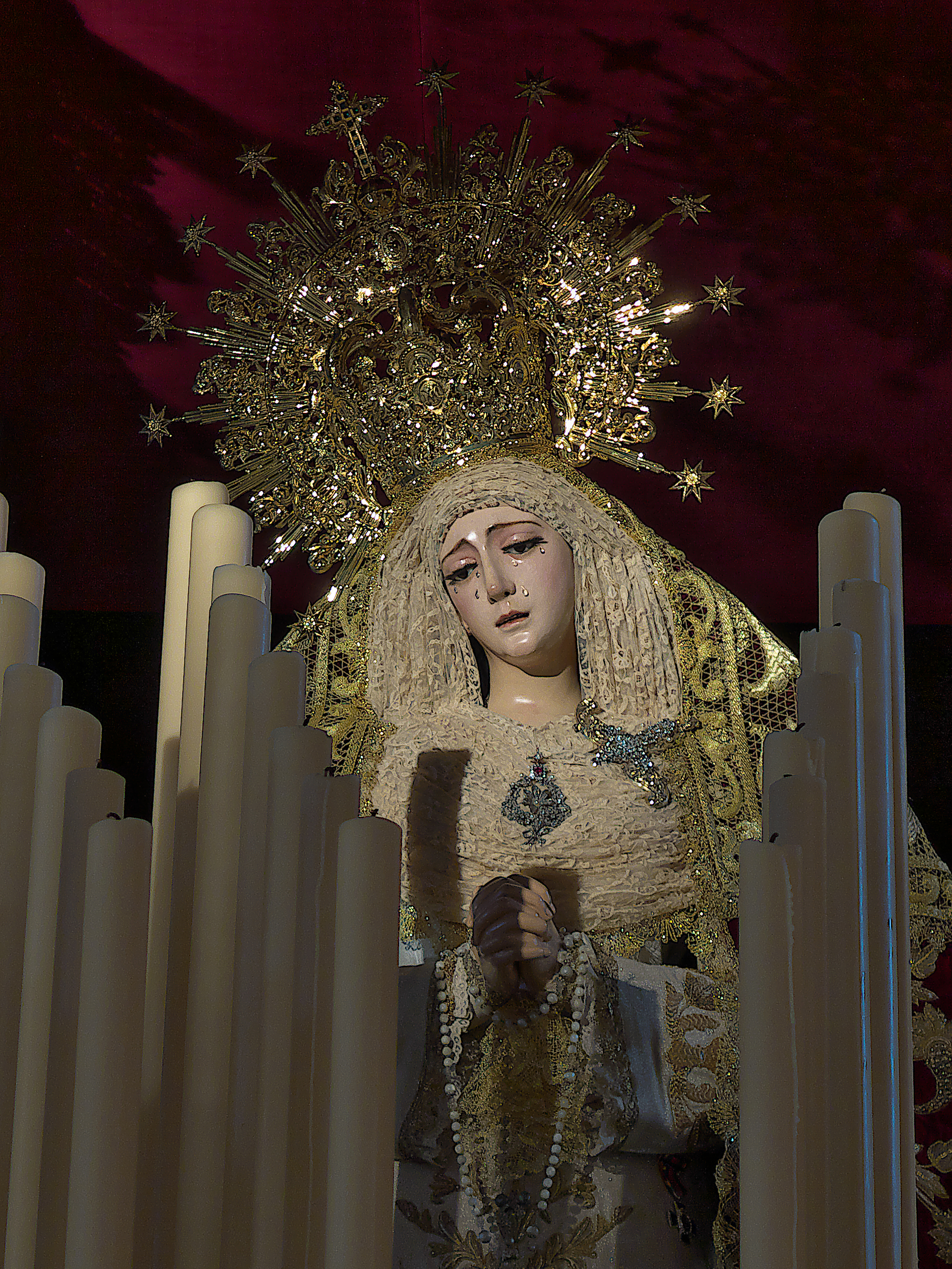
Virgen del Mayor Dolor, Iglesia de San Felipe (Carmona), obra de Benito de Hita.

Benito de Hita y Castillo y de Guzmán (n. 1714-† 1784), también conocido como Benito Hita del Castillo, fue un escultor e imaginero activo en Andalucía.

## Biografía
Hita del Castillo fue uno de los grandes imagineros con los que contó el arte sacro en Sevilla en el siglo XVIII junto con otros grandes escultores que son Pedro Duque Cornejo, José Montes de Oca y Cristóbal Ramos, quizás los únicos maestros creadores que supieron alejarse de la simpleza y artificiosidad que abundaba a lo largo de dicha centuria.
Se cree que se formó junto con Miguel de Perea, si bien parece claro que recibió la influencia de las formas y el virtuosismo de Duque Cornejo. Su ritmo de trabajo fue continuado, salvo en los últimos años, con numerosas obras realizadas que se encuentran repartidas por las provincias de Sevilla, Cádiz o Huelva, e incluso las Islas Canarias.

## Obra

### Canarias

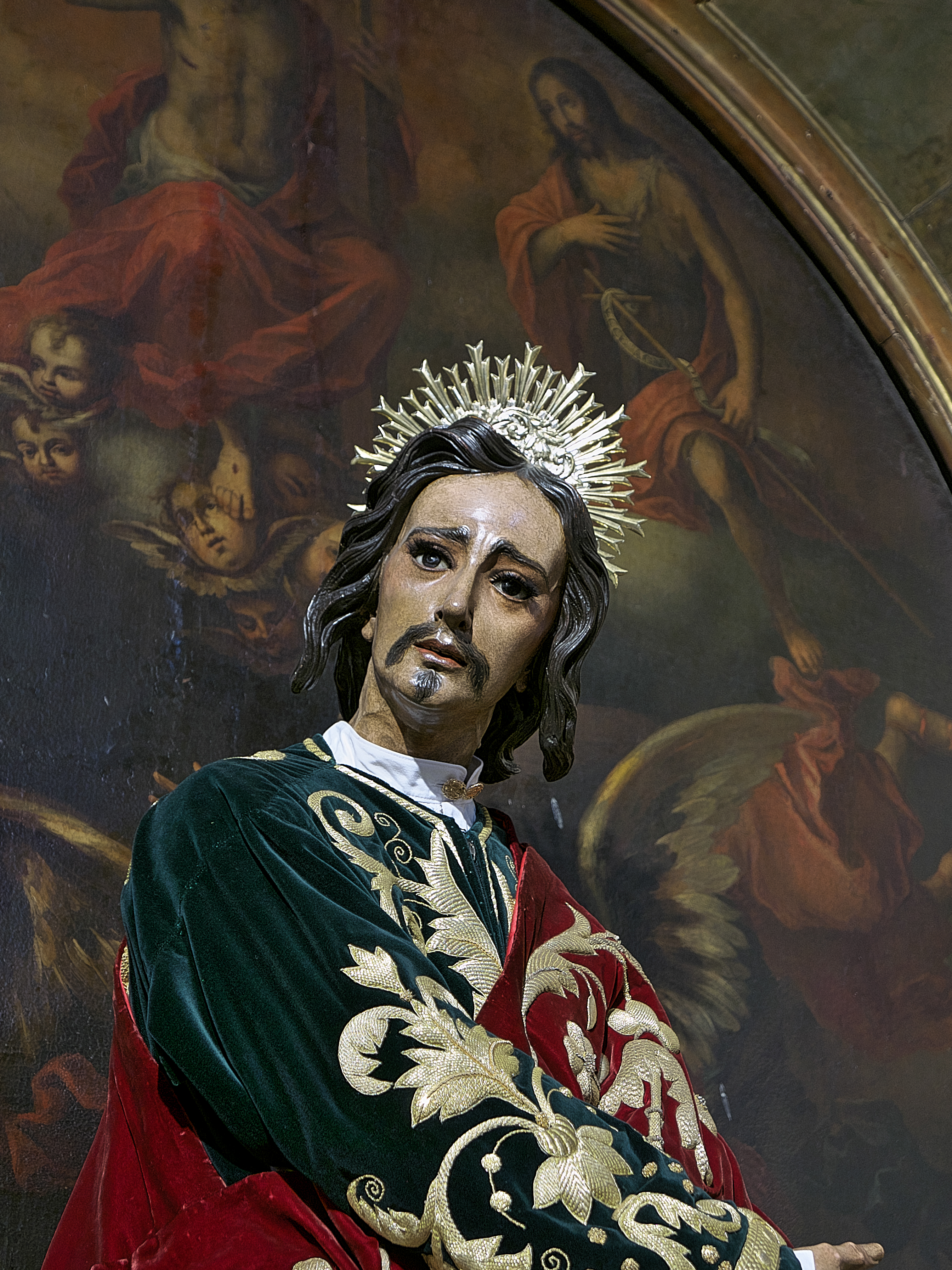
San Juan Evangelista, Hermandad de la Amargura (Sevilla)

- «Virgen de los Dolores» de Icod de los Vinos.
- «Cristo atado a la Columna» de Icod de los Vinos.
- «Jesús Caído» de Santa Cruz de la Palma de 1752.
- «San Antonnio de Padua» de Puntallana.
- «San José con el Niño» de Santa Cruz de la Palma.
- «San Juan Nepomuceno» de Santa Cruz de la Palma de 1759.
- «San Miguel Arcángel» de Puntallana de 1773.
- «San Miguel Arcángel» de Breña Baja.
- «Virgen de los Dolores» de Icod de los Vinos de 1771.
- «Virgen del Carmen» de Barlovento de 1773.
- «Virgen de Candelaria» de Gáldar de 1784.

### Provincia de Cádiz
- «San Rafael Arcángel» de Tarifa.
- «Virgen de Gracia y Esperanza» de El Puerto de Santa María.
- «Virgen de los Dolores» de Medina Sidonia.
- «Virgen del Carmen» de Sanlúcar de Barrameda.
- «Virgen del Sol» de Tarifa.

#### Cádiz
- «Virgen de los Ángeles» de la iglesia de Nuestra Señora del Rosario.
- Esculturas de la iglesia de la Divina Pastora.
- Obras varias en la capilla del Nazareno.
- Un «San José» y una «Virgen de los Dolores» destruidos en 1936.

### Provincia de Huelva
- «Inmaculada Concepción» de Aracena.
- «Virgen de Guadalupe» de El Almendro de 1778.
- «Virgen de los Dolores» de Aroche de 1768.
- «Virgen del Rosario» de Cortelazor.
- Una «Inmaculada Concepción» de la Parroquia Matriz de San Juan Bautista de Gibraleón destruida en 1936.
- «Virgen del Rosario» de Higuera de la Sierra de c. 1746.
- «Virgen del Rosario» de Jabugo de c. 1757.
- Una «Virgen de los Dolores» Valverde del Camino destruida en 1936.

#### Huelva
- «Jesús de la Pasión» de la Parroquia de San Pedro, destruido en 1936, y del que se salvó solamente la cabeza.
- «Virgen de la Cinta» del Santuario de Nuestra Señora de la Cinta de 1759.
- «Santa María de Gracia» del Convento de las Madres Agustinas.

### Provincia de Sevilla

#### Carmona
- «San Francisco de Paula» y «San Antonio de Padua» de la iglesia de San Bartolomé de 1775.
- «Virgen del Mayor Dolor» de la iglesia de San Felipe de 1762.

#### La Campana
Y de última incorporación el Santísimo Cristo de la Humildad y Paciencia de la localidad de La Campana (Sevilla).

#### Estepa
- «San Pablo Ermitaño» de la iglesia de Santa María.

#### Sevilla

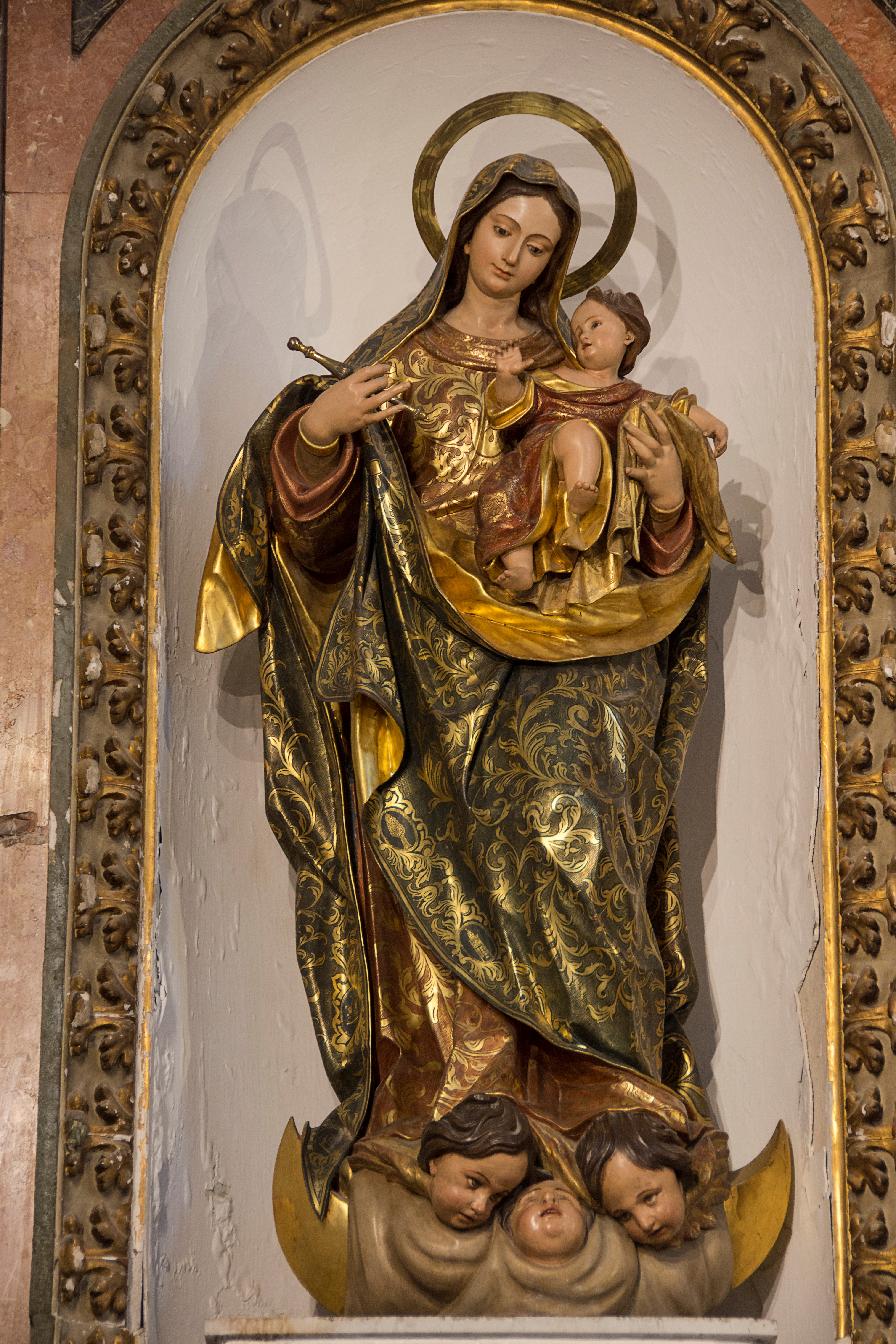
Virgen de las Victorias de Benito de Hita y Castillo (1765) en la iglesia del Sagrado Corazón de Jesús. Sevilla.

- «Ángeles Lampareros» de la capilla de la Universidad de 1762.
- «Ángeles Lampareros» de la iglesia de San Lorenzo de 1733 a 1738.
- «Ángeles Mancebos» de la iglesia de San Juan de la Palma de 1763.
- Esculturas del retablo de la iglesia de Santa Catalina de 1748 a 1753.
- Evangelistas del retablo del Sagrario de la iglesia de San Isidoro.
- «Inmaculada Concepción» de la iglesia de la Magdalena de 1740.
- De su obra en Sevilla, quizás la más conocida es el «San Juan Evangelista» de la Hermandad de La Amargura que aún hoy procesiona junto a «María Santísima de la Amargura» en su paso de palio, una obra realizada en 1760 que se basa en el mismo personaje realizado por Juan de Mesa para la Hermandad de Jesús del Gran Poder de Sevilla en 1620, y al que Hita del Castillo representa con mayor movimiento y expresividad. En relación con esta imagen, el propio Hita del Castillo modificó la postura de la Virgen y le proporcionó un nuevo candelero que acentúa su integración con la del portentoso San Juan.
- «San Sebastián» de la iglesia del convento de San Antonio de Padua.
- «Santa Ana y la Virgen Niña» de la capilla del Museo.
- «Soldados Romanos» de la iglesia de San Juan de la Palma de 1760 a 1765.
- «Virgen de las Victorias» de la iglesia del Sagrado Corazón de Jesús de 1765.[1]
- «Virgen de los Dolores o de los Desamparados» de la iglesia de San Andrés de 1760.
- «Virgen de los Remedios, San José y San Carlos Borromeo» de la capilla de la universidad de 1762.
- La «Virgen de las Maravillas» de la iglesia de San Juan de la Palma de 1738, destruida en 1936.

#### Utrera
- Esculturas del retablo del Cristo atado a la Columna de la iglesia de Santa María de la Mesa de 1759.